# Db-Leben
Die Lebensversicherungs-AG der Deutschen Bank, häufig mit db-Leben abgekürzt, war ein deutsches Lebensversicherungsunternehmen. Die Tochtergesellschaft der Deutschen Bank bestand ab dem 1. September 1989 und ging 1995 rückwirkend zum 1. Januar im Deutschen Herold auf.

## Geschichte und Hintergrund
Ende der 1980er Jahre kamen erste Gerüchte hinsichtlich der Gründung einer Lebensversicherungsgesellschaft der Deutschen Bank auf, die sich dem seinerzeit vorherrschenden Trend zum Allfinanzkonzern wandelte. Hatte die Bank 1987 eine eigene Bausparkasse gegründet, verdichteten sich die Gerüchte und im März 1988 wurde der Name des ehemaligen Allianz-Vorstandsmitglieds Peter Gessner als Akteur genannt. Unter dem Deckmantel von dessen Unternehmen GFM Gesellschaft für Finanzmarketing mbH, bei dem die Deutsche Bank als Gesellschafter eingestiegen war, wurde das bereits im Mai 1987 gestartete und vom Versicherungsmathematiker Michael Renz, der von Condor abgeworben worden war, geleitete Projekt vorangetrieben.
Mit Vorstandsbeschluss vom 14. Dezember 1988 wurde schließlich die Gründung des Lebensversicherungsunternehmens initiiert und nicht einmal ein Jahr später nahm die Lebensversicherungs-AG der Deutschen Bank am 1. September 1989 den Geschäftsbetrieb auf. Johann Wieland, zuvor als Generalbevollmächtigter für das Ressort Konzernentwicklung und damit den Einstieg in den Versicherungsbereich verantwortlich, wurde erster Vorstandsvorsitzender, ihm standen neben Renz zudem Sven-Michael Slottko und Martin Wagener als weitere Vorstandsmitglieder zur Seite.
Die db-Leben wartete mit einer Innovation auf, indem sie der Kritik der mangelnden Transparenz in der Lebensversicherungsbranche mit jährlichen Kontoauszügen, auf denen der Versicherungsnehmer die Aufteilung seines Beitrages hinsichtlich des Sparanteils, des Anteils für den Risikoschutz und der Anteile für Verwaltungskosten und die Tilgung der Abschlussprovision einsehen konnte. Dabei wurde insbesondere auf eine branchenübliche Zillmerung mit 3,5 Prozent der abgeschlossenen Versicherungssumme verzichtet und neben einer durch eine Teilzillmerung im Vergleich zu Branche verringerten Tilgungsrate zu Beginn der Laufzeit die Tilgung der Provision über die Vertragslaufzeit verteilt, die jährlich im Kontoauszug ausgewiesen wurde. Vertriebstechnisch wurde dabei auf die Bankberater in den Filialen der Bank zurückgegriffen. Auch mit einer hierzu hausintern eigens entwickelten EDV-Lösung, zu der lediglich in Subsystemen auf Lösungen von IBM und SAP zurückgegriffen wurde, und einer optischen Datenspeicherung von Verlagsunterlagen wollte die Gesellschaft der Kritik hoher Verwaltungskosten durch Nutzung von Einsparungen begegnen.
Im Jahr 1990, dem ersten vollen Geschäftsjahr der db-Leben, schloss die Gesellschaft 71.000 Versicherungsverträge ab, wobei die gebuchten Brutto-Beiträge sich auf 143,5 Millionen DM bezifferten und eine Gesamtverzinsung der Versicherungsguthaben von 8 Prozent erwirtschaftet wurde. Während die Versicherung weiter wuchs, engagierte sich die Deutsche Bank 1992 mit einem Anteil von 30 Prozent am Gerling-Konzern und stieg zudem im bisherigen Familienunternehmen Deutscher Herold ein, wobei besonders Interesse an dessen Vertriebstochter Bonnfinanz kolportiert wurde. 1993 wurde die Beteiligung am Deutschen Herold durch den Kauf der Anteile der Swiss Re von 56 % auf über 65 % erhöht und der Deutsche Herold als Holding für das Versicherungsgeschäft der Deutschen-Bank-Gruppe umgestaltet, ein Zusammenschluss des Herold mit der db-Leben jedoch seinerzeit negiert. Zum 30. Juni des Jahres wurde die db-Leben an den Herold verkauft, zeitgleich kündigte die Deutsche Bank an, den Deutschen Herold komplett übernehmen zu wollen. Am 31. August 1995 wurden der Deutsche Herold und die db-Leben rückwirkend zum 1. Januar des Jahres miteinander verschmolzen. Die neue Gesellschaft firmierte unter dem Namen Deutscher Herold Lebensversicherungs-AG der Deutschen Bank und rangierte mit einem Beitragsaufkommen von 3,3 Milliarden DM – knapp 1 Milliarde DM von der db-Leben und 2,4 Milliarden DM vom Deutschen Herold – an fünfter Stelle unter den Lebensversicherern in Deutschland.